# Seznam stálých zástupců Ruska při Organizaci spojených národů
Seznam stálých zástupců Ruska při Organizaci spojených národů udává chronologický přehled všech zástupců Ruska (resp. Sovětského svazu) od vzniku Organizace spojených národů v roce 1946 do současnosti. V roli stálého zástupce Sovětského svazu se vystřídalo celkem deset osob, z nichž dvě zastávaly tuto funkci dvakrát. Za Ruské federace to bylo dosud šest diplomatů. Současný stálý zástupce Ruské federace je od roku 2017 Vasilij Alexejevič Něbenzja.

## Stálí zástupci Sovětského svazu při OSN (1946–1991)
| Jméno                          | Obrázek                       | V úřadu                       | Generální tajemník OSN     | První (generální) tajemník ÚV KSSS | Předseda vlády SSSR             |
| ------------------------------ | ----------------------------- | ----------------------------- | -------------------------- | ---------------------------------- | ------------------------------- |
| Andrej Andrejevič Gromyko      | Andrej Gromyko                | 1946 – 1948                   | Trygve Lie                 | Josif Vissarionovič Stalin         | Josif Vissarionovič Stalin      |
| Jakov Alexandrovič Malik       |                               | 1948 – 1952                   | Trygve Lie                 | Josif Vissarionovič Stalin         | Josif Vissarionovič Stalin      |
| Valerian Alexandrovič Zorin    |                               | 1952 – 1953                   | Trygve Lie                 | Josif Vissarionovič Stalin         | Josif Vissarionovič Stalin      |
| Andrej Januarjevič Vyšinskij   | Andrej Januarjevič Vyšinskij  | 1953 – 1954                   | Dag Hammarskjöld           | Nikita Sergejevič Chruščov         | Georgij Maximilianovič Malenkov |
| Arkadij Alexandrovič Sobolev   |                               | 1955 – 1960                   | Dag Hammarskjöld           | Nikita Sergejevič Chruščov         | Nikolaj Alexandrovič Bulganin   |
| Arkadij Alexandrovič Sobolev   | Nikita Sergejevič Chruščov    | 1955 – 1960                   | Dag Hammarskjöld           | Nikita Sergejevič Chruščov         |                                 |
| Valerian Alexandrovič Zorin    |                               | 1960 – 1962                   | Dag Hammarskjöld           | Nikita Sergejevič Chruščov         |                                 |
| Valerian Alexandrovič Zorin    | U Thant                       | 1960 – 1962                   |                            | Nikita Sergejevič Chruščov         |                                 |
| Nikolaj Trofimovič Fedorenko   |                               | 1963 – 1968                   |                            | Nikita Sergejevič Chruščov         |                                 |
| Nikolaj Trofimovič Fedorenko   | Leonid Iljič Brežněv          | 1963 – 1968                   | Alexej Nikolajevič Kosygin |                                    |                                 |
| Jakov Alexandrovič Malik       | Leonid Iljič Brežněv          |                               | Alexej Nikolajevič Kosygin | 1968 – 1976                        |                                 |
| Jakov Alexandrovič Malik       | Leonid Iljič Brežněv          | Kurt Waldheim                 | Alexej Nikolajevič Kosygin | 1968 – 1976                        |                                 |
| Oleg Alexandrovič Trojanovskij | Leonid Iljič Brežněv          |                               | Alexej Nikolajevič Kosygin | 1976 – 1986                        |                                 |
| Oleg Alexandrovič Trojanovskij | Leonid Iljič Brežněv          | Nikolaj Alexandrovič Tichonov |                            | 1976 – 1986                        |                                 |
| Oleg Alexandrovič Trojanovskij | Leonid Iljič Brežněv          | Javier Pérez de Cuéllar       |                            | 1976 – 1986                        |                                 |
| Oleg Alexandrovič Trojanovskij | Jurij Vladimirovič Andropov   |                               |                            | 1976 – 1986                        |                                 |
| Oleg Alexandrovič Trojanovskij | Konstantin Ustinovič Černěnko |                               |                            | 1976 – 1986                        |                                 |
| Oleg Alexandrovič Trojanovskij | Michail Sergejevič Gorbačov   |                               |                            | 1976 – 1986                        |                                 |
| Oleg Alexandrovič Trojanovskij | Nikolaj Ivanovič Ryžkov       |                               |                            | 1976 – 1986                        |                                 |
| Jurij Vladimirovič Dubinin     |                               | 1986                          |                            |                                    |                                 |
| Alexandr Michajlovič Bělonogov |                               | 1986 – 1990                   |                            |                                    |                                 |
| Julij Michajlovič Voroncov     |                               | 1990 – 1991                   |                            |                                    |                                 |
| Julij Michajlovič Voroncov     | Valentin Sergejevič Pavlov    | 1990 – 1991                   |                            |                                    |                                 |
| Julij Michajlovič Voroncov     | Ivan Stěpanovič Silajev       | 1990 – 1991                   |                            |                                    |                                 |

## Stálí zástupci Ruska při OSN (1991–současnost)
| Jméno                                   | Obrázek                       | V úřadu   | Generální tajemník OSN        | Prezident Ruské federace     | Předseda vlády Ruské federace |
| --------------------------------------- | ----------------------------- | --------- | ----------------------------- | ---------------------------- | ----------------------------- |
| Julij Michajlovič Voroncov              |                               | 1991–1994 | Javier Pérez de Cuéllar       | Boris Nikolajevič Jelcin     |                               |
| Julij Michajlovič Voroncov              | Butrus Butrus-Ghálí           | 1991–1994 |                               | Boris Nikolajevič Jelcin     |                               |
| Julij Michajlovič Voroncov              | Viktor Stěpanovič Černomyrdin | 1991–1994 |                               | Boris Nikolajevič Jelcin     |                               |
| Sergej Viktorovič Lavrov                | Sergej Viktorovič Lavrov      | 1994–2004 |                               | Boris Nikolajevič Jelcin     |                               |
| Sergej Viktorovič Lavrov                | Sergej Viktorovič Lavrov      | 1994–2004 | Kofi Annan                    | Boris Nikolajevič Jelcin     |                               |
| Sergej Viktorovič Lavrov                | Sergej Viktorovič Lavrov      | 1994–2004 | Sergej Vladilenovič Kirijenko | Boris Nikolajevič Jelcin     |                               |
| Sergej Viktorovič Lavrov                | Sergej Viktorovič Lavrov      | 1994–2004 | Jevgenij Maximovič Primakov   | Boris Nikolajevič Jelcin     |                               |
| Sergej Viktorovič Lavrov                | Sergej Viktorovič Lavrov      | 1994–2004 | Sergej Vadimovič Stěpašin     | Boris Nikolajevič Jelcin     |                               |
| Sergej Viktorovič Lavrov                | Sergej Viktorovič Lavrov      | 1994–2004 | Vladimir Vladimirovič Putin   | Boris Nikolajevič Jelcin     |                               |
| Sergej Viktorovič Lavrov                | Sergej Viktorovič Lavrov      | 1994–2004 | Vladimir Vladimirovič Putin   | Michail Michailovič Kasjanov |                               |
| Sergej Viktorovič Lavrov                | Sergej Viktorovič Lavrov      | 1994–2004 | Vladimir Vladimirovič Putin   | Michail Jefimovič Fradkov    |                               |
| Andrej Ivanovič Děnisov                 |                               | 2004–2006 | Vladimir Vladimirovič Putin   |                              |                               |
| Vitalij Ivanovič Čurkin                 | Vitalij Ivanovič Čurkin       | 2006–2017 | Vladimir Vladimirovič Putin   |                              |                               |
| Vitalij Ivanovič Čurkin                 | Vitalij Ivanovič Čurkin       | 2006–2017 | Vladimir Vladimirovič Putin   | Pan Ki-mun                   |                               |
| Vitalij Ivanovič Čurkin                 | Vitalij Ivanovič Čurkin       | 2006–2017 | Vladimir Vladimirovič Putin   | Viktor Alexejevič Zubkov     |                               |
| Vitalij Ivanovič Čurkin                 | Vitalij Ivanovič Čurkin       | 2006–2017 | Dmitrij Anatoljevič Medveděv  | Vladimir Vladimirovič Putin  |                               |
| Vitalij Ivanovič Čurkin                 | Vitalij Ivanovič Čurkin       | 2006–2017 | Vladimir Vladimirovič Putin   | Dmitrij Anatoljevič Medveděv |                               |
| Vitalij Ivanovič Čurkin                 | Vitalij Ivanovič Čurkin       | 2006–2017 | Vladimir Vladimirovič Putin   | Dmitrij Anatoljevič Medveděv | António Guterres              |
| Petr Viktorovič Iljičev                 |                               | 2017      | Vladimir Vladimirovič Putin   | Dmitrij Anatoljevič Medveděv |                               |
| Vasilij Alexejevič Něbenzja (úřadující) |                               | od 2017   | Vladimir Vladimirovič Putin   | Dmitrij Anatoljevič Medveděv |                               |